# Mimoopsis
Mimoopsis är ett släkte av skalbaggar. Mimoopsis ingår i familjen långhorningar.
Kladogram enligt Catalogue of Life:
| Mimoopsis | \| \| Mimoopsis crassepuncta \| \| \| \| \| \| Mimoopsis fuscoapicatus \| \| \| \| \| \| Mimoopsis insularis \| \| \| \| \| \| Mimoopsis postalba \| \| \| \| |
|           | \| \| Mimoopsis crassepuncta \| \| \| \| \| \| Mimoopsis fuscoapicatus \| \| \| \| \| \| Mimoopsis insularis \| \| \| \| \| \| Mimoopsis postalba \| \| \| \| |
|           | Mimoopsis crassepuncta |
|           | |
|           | Mimoopsis fuscoapicatus |
|           | |
|           | Mimoopsis insularis |
|           | |
|           | Mimoopsis postalba |
|           | |